# Alžbeta Göllnerová-Gwerková
Alžbeta Göllnerová-Gwerková, rozená Göllnerová (19. října 1905 Čierny Balog – 18. prosince 1944 Banská Bystrica) byla slovenská literární historička a překladatelka.

## Životopis
Pocházela ze židovské rodiny. V letech 1917–1919 studovala na obchodní škole, 1919–1925 na gymnáziu v Banské Bystrici, 1925–1930 češtinu a maďarštinu na Filozofické fakultě UK v Praze. Absolvovala studijní pobyt na Sorbonně v Paříži a v Kluži. Učitelka ve Spišské Nové Vsi, v Rimavské Sobotě, na maďarském učitelském ústavu v Bratislavě, 1939–1944 na gymnáziu a na učitelském ústavu v Banské Štiavnici. Iniciátorka a průkopnice moderní slovenské hungaristiky. Vědecky pracovala i v oblasti historiografie, soustředila se na období starších slovenských dějin v období reformace. Později se zaměřila na problematiku maďarské literatury 19. a 20. století. Spolupracovala na slovensko-maďarském slovníku. Věnovala se i výzkumu slovenské literatury, připravila medailony o předních slovenských spisovatelích, v rukopisech zanechala monografie o E. M. Šoltésové a teoretickou práci o románu. V letech 1932–1938 členka redakčního kruhu časopisu Prúdy, literárního časopisu Služba. Aktivistka a funkcionářka spolků a ženského hnutí na Slovensku, spoluzakladatelka a spoluautorka feministického sborníku, ve kterém propagovala úplnou emancipaci ženy.
Alžbeta Göllnerová-Gwerková byla účastnicí SNP, byla také rasově pronásledována. Dne 10. listopadu 1944 byla v Banské Bystrici zatčena nacisty. Byla popravena spolu s dalšími vězni z Banské Bystrice ranou do týla v protitankových zákopech u Banské Bystrice-Kremničky (masakr v Kremničce).
V bratislavské Petržalce a v Banské Štiavnici je na její počest pojmenována ulice.